# Здание Банка Финляндии (Сортавала)
Зда́ние Ба́нка Финля́ндии (фин. Suomen Pankin Talo) — постройка в неоклассическом стиле с элементами финского национального романтизма; находится в Сортавале (Республика Карелия) по адресу улица Вяйнемяйнена, дом 4. Дом для банковской конторы и проживания служащих был построен по заказу Банка Финляндии в 1915 году по проекту Уно Ульберга. Здание примечательно высокой степенью сохранности декоративных элементов и интерьеров; охраняется государством как памятник архитектуры в статусе объект культурного наследия регионального значения.

## История
В 1887 году в Сердоболе появилось отделение Финляндского банка, сменившее открытую 21 годом ранее контору по обмену денег. С 1905 года отделение банка размещалось в доме Леандера. В 1914 году архитектором Уно Ульбергом был создан проект отдельного здания для банка, проектированием операционного зала занимался Каарло Борг, изразцовые печи для здания проектировались, кроме самого Ульберга, также Вальтером Томе; печь в вестибюле — работа архитектора Ларса Сонка. В 1915 году собственное здание для отделения было построено на улице Брахенкату (ныне Вяйнемяйнена) под руководством строительного мастера Калле Пуоламяки. Гранит для строительства был взят с месторождения Нукутталахти на острове Риеккалансаари.
После передачи Сортавалы СССР в здании разместилось местное отделение Агропромышленного банка. 6 апреля 1988 года постановлением Совета Министров Карельской АССР здание бывшего банка было признано памятником архитектуры и поставлено под государственную охрану как объект культурного наследия местного значения. С распадом СССР здание было занято Сортавальским отделением Банка России. 25 июня 2002 года Федеральным законом № 73-ФЗ статус памятника был изменён с местного на региональный.

## Описание
Здание находится в Сортавале по адресу улица Вяйнемяйнена, дом 4; оно занимает рядовое положение в застройке улицы и выходит главным фасадом на одноимённую площадь. Композиция двухэтажного здания состоит из трёх объёмов, имеющих форму параллелепипедов; центральный объём больше боковых. Здание построено из кирпича с железобетонными перекрытиями и облицовано серым гранитом, а также отделано абразивной штукатуркой серого цвета. Крыша плоская с металлическим покрытием кровли, реализованы внутренние водостоки. Общая длина здания вдоль улицы — 29 м, габариты основного объёма — 15 × 20 м.

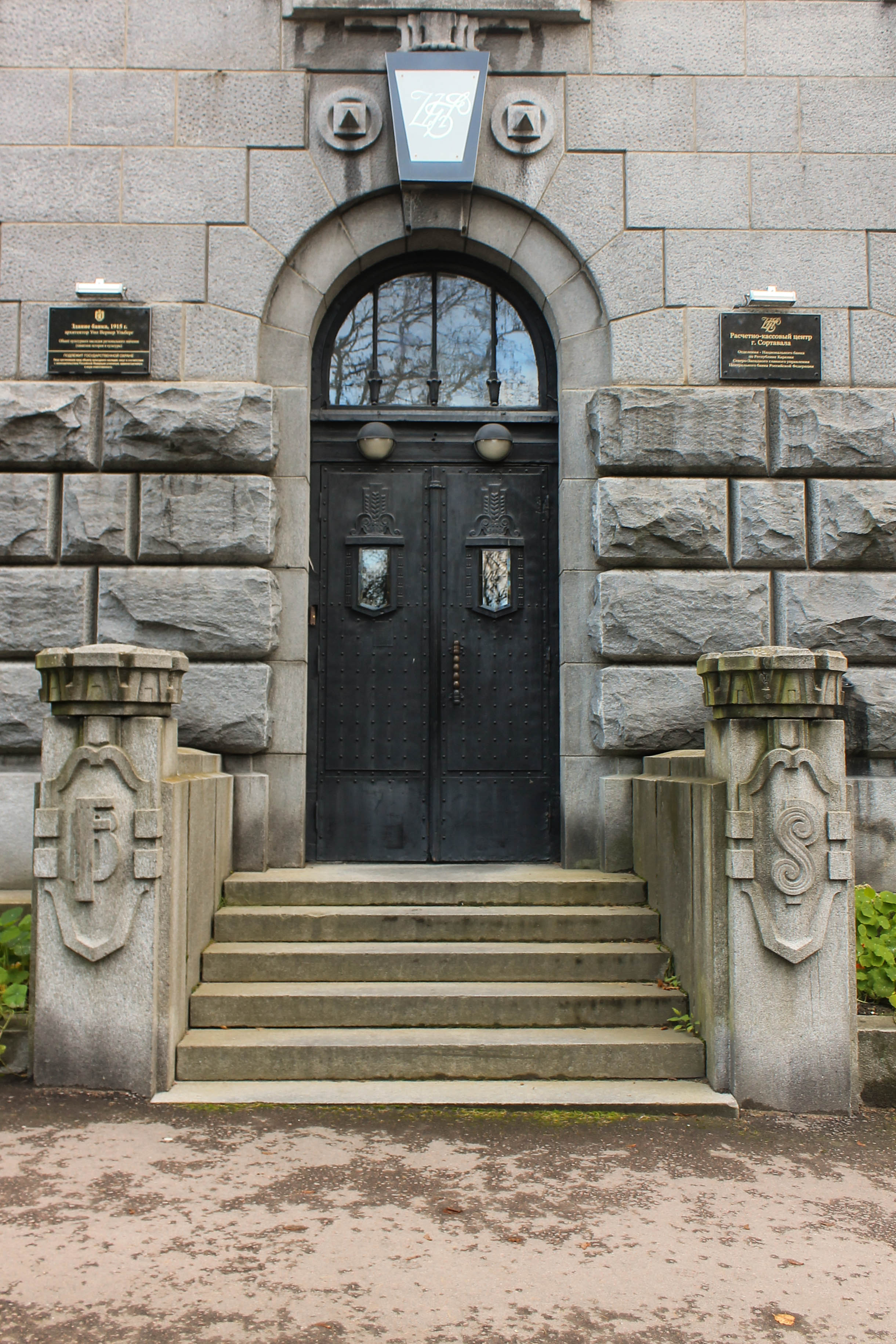
Крыльцо главного фасада

Главный фасад основного объёма симметричен и на всю высоту облицован гранитными блоками, уложенными с порядной перевязкой швов. Нижняя часть фасада, вплоть до окончания прямолинейной части окон, облицована более крупными и грубо обработанными «под шубу» блоками. Окна первого этажа имеют полукруглое завершение, в нижней их части установлена гранитная доска, опирающаяся на массивные фигурные гранитные кронштейны. Окна второго этажа — прямоугольные, декорированы объёмными гранитными наличниками в виде равных по форме и размеру чередующихся плит; в нижней части они также имеют гранитные доски, над окнами — трапециевидные барельефы, выполненные в виде замковых камней. По оси симметрии в центре главного фасада находится дверь; у неё, как и у окон первого этажа, имеется полуциркульное завершение, выделенное крупным трапециевидным замковым камнем; справа и слева от него расположены барельефы в виде четырёхгранных пирамид, описанных кругами. Вход выделен открытым крыльцом, на которое ведёт гранитная лестница, ограниченная по сторонам двумя парапетами, на торцах которых размещены монограммы — «FB» на левой и «SP» на правой, над которыми установлены восьмигранные гранитные блоки, украшенные по периметру резным геометрическим узором. Завершён главный фасад раскрепованным карнизом с мутулами под ним.
Дворовый фасад основного объёма также симметричен и выделен ризалитом со скруглёнными боковыми сторонами, завершающийся между первым и вторым этажом раскрепованным карнизом, над которым устроен треугольный фронтон с волютами. Боковые объёмы также духэтажные, но по высоте меньше основного, отодвинуты вглубь квартала. Левый объём имеет дверь, выделенную открытым крыльцом с лестницей, над дверью реализован сандрик в виде полукруглого фронтона, украшенный барельефом, изображающим вазу с цветами. В первом этаже правого объёма сделана арка, ведущая во двор, обвод которой обрамлён архивольтом; на месте замкового камня выполнен картуш с рельефом монограммы. Стены боковых объёмов рустованы на высоту обработанных «под шубу» блоков облицовки основного объёма, рустовка правого объёма сходится к арке. На втором этаже каждого бокового объёма имеются по три узких окна, над которыми размещены растительные орнаменты. Завершает убранство боковых объёмов раскрепованный карниз, включающий пояс, декорированный иониками со стрельчатыми элементами.
Внутренняя планировка здания скомпонована вокруг расположенного в центре основного объёма двусветного операционного зала, имеющего на плане прямоугольную форму с двумя скошенными углами со стороны входа. С залом связано множество помещений банка, включая вестибюль; в правом объёме размещена двухмаршевая лестница, ведущая на второй этаж, в левом ту же функцию выполняет винтовая лестница. Помещения второго этажа связаны между собой балконом, идущим через операционный зал. Интерьеры богато декорированы, причём операционный зал украшен богаче всего. Пол в нём покрыт мозаичной плиткой из мелких шестигранных и более крупных квадратных плиточек. Стены обшиты узкими, вертикально крепованными панелями из красного дерева, не доходящими до потолка и упирающимися в профилированный каменный карниз, подчёркнутый рядом дентикул. Филёнчатые двери, ведущие в служебные помещения, выполнены из красного дерева, над дверью в вестибюль расположено полукруглое окно с импостами, нижняя часть которых украшена растительными рельефами. Пол вестибюля вымощен шестигранной плиткой, стены на высоту дверного проёма облицованы волнообразным бронзированным камнем, по верху которого идёт ряд мутулов. Главная входная дверь двустворчатая, с внутренней стороны украшена растительным орнаментом, имеет по узкому пятигранному окну в каждом полотне, вершины окон обращены вниз. Эти окна обрамлены металлическими наличниками, боковины которых украшены геометрическим узором, а верхняя часть криволинейная и дополнена барельефной растительной композицией.
Во многих помещениях банка установлены изразцовые печи.